# Sor intrépida
Sor intrépida es una película española de drama religioso estrenada en 1952, dirigida por Rafael Gil y protagonizada en los papeles principales por Dominique Blanchar, Francisco Rabal y María Dulce.
La película fue galardonada con el primer premio otorgado por el Sindicato Nacional del Espectáculo en 1953. También obtuvo la Medalla Círculo de Escritores Cinematográficos en la categoría de mejor decorado.

## Sinopsis
Soledad es una famosa cantante que un día decide ingresar en un convento, pasando a llamarse Sor María de la Asunción. Esta decisión provoca el desconcierto de su familia, de la prensa y de la opinión pública en general. Ahora su trabajo consiste en cuidar enfermos y recoger fondos para solventar los graves problemas económicos de la orden. Finalmente, decide ir de misionera a la India para ofrecer su ayuda.

## Reparto
- Dominique Blanchar como Soledad/Sor María de la Asunción
- Francisco Rabal como Tomás
- María Dulce como Sor Inés
- Julia Caba Alba como Tía Emilia
- Margarita Robles Menéndez como Sor Lucía
- José Isbert como Don Cosme
- Eugenio Domingo como Juan
- Carmen Rodríguez como Madre superiora
- Antonio Riquelme como Horacio
- Fernando Sancho como Mr. Evans
- Félix Fernández como Padre José
- Rosario García Ortega como	Actriz
- Rafael Bardem como Director del banco
- Camino Garrigó como Hermana portera
- Ramón Elías como Rigoberto
- María Isbert como Secretaria de banco
- María Francés como Madre Teresa
- José Prada como Doctor
- Manuel Kayser como	Canceroso
- Nani Fernández como Miriam
- José Nieto como Manuel
- María Cuevas como Madre Ángeles
- Ramón D. Faraldo como Indio herido
- Concha López Silva como Hermana cocinera
- Matilde Muñoz Sampedro como Superiora del Vicariato
- Elisa Méndez como Madre de Sor María